# جوليان هيرش
جوليان هيرش (بالإنجليزية: Julian Hirsch)‏ هو مهندس أمريكي، ولد في 1922، وتوفي في 24 نوفمبر 2003.